# Fania (cantante)
Fania García Miñaur de la Rica (Bilbao, 1958), conocida artísticamente como Fania y posteriormente Una McNoon, es una cantante española que formó parte de la corriente musical de los neo-solistas a finales de los años 80.

## Trayectoria
Nacida en Bilbao, Fania estudió la carrera de piano y terminó sus estudios en París. También estudió literatura inglesa en Cambridge. Una vez finalizados sus estudios se mudó a Madrid donde grabó en 1987 su primer álbum, el mini-LP En busca de la tribu, producido y arreglado por los músicos que la acompañaban en el mismo: Suso Saiz, Tino di Geraldo y Pedro Estevan.
En 1989 publicó un segundo disco, Deja hablar al tiempo, nuevamente producido por Suso Sáiz y que incluye una versión de la canción «You've Got A Friend» de la estadounidense Carole King.
A partir de 2002 dio también clases de canto y técnica vocal, trabajando como entrenadora vocal para las series de televisión Paco y Veva (TVE) y Los 80 (Tele 5), así como para los musicales Hoy no me puedo levantar, El diario de Anna Frank y Es por ti.
En 2003 publicó su tercer álbum, Aprende de los animales, producido por Orlando Sandoval, Luis Mendo y Bernardo Fuster. Ese mismo año salió a la venta un disco doble recopilatorio, Canciones futuras, que incluye sus dos primeros discos.
Bajo su nuevo nombre artístico, Una McNoon, publicó en 2010 el libro-disco Un sendero que atraviesa la cocina.

## Discografía

### Álbumes
- En busca de la tribu (Grabaciones accidentales, 1987)
- Deja hablar al tiempo (Nola!, 1989)
- Aprende de los animales (Factoría Autor, 2003)
- Canciones futuras (recopilatorio; Factoría Autor, 2003)
- Un sendero que atraviesa la cocina (libro-disco; Alianza Editorial, 2010)

### Sencillos
- Pasión gitana / Bilbao (Grabaciones accidentales, 1987)
- Qué sientes por mí / It's now I realize (Nola!, 1989)
- Por eso me agarro a ti / You've got a friend (Nola!, 1989)
- Baila mi rumba (Factoría Autor, 2003)